# Akzo Nobel

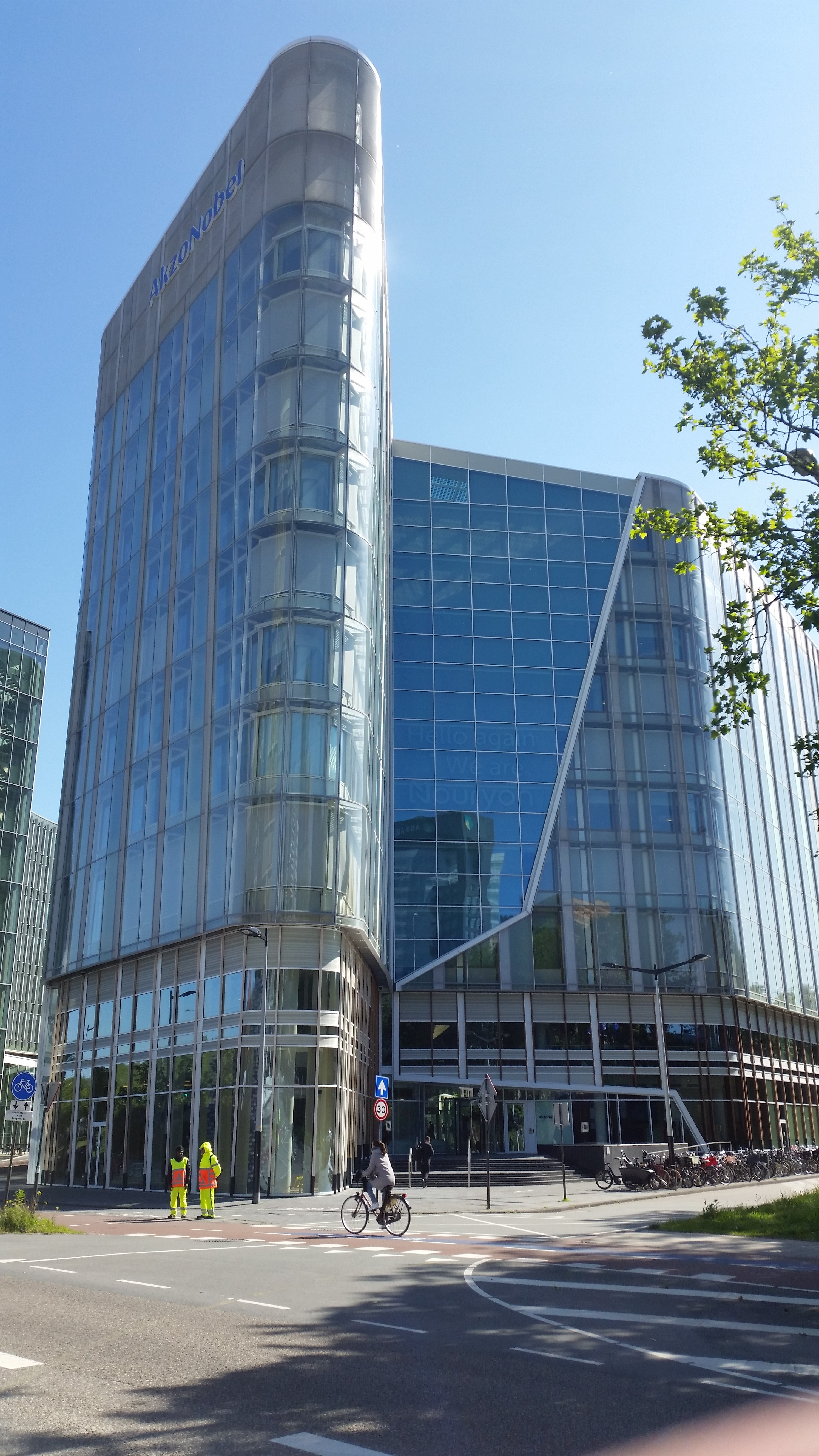
AkzoNobels huvudkontor i Amsterdam (maj 2019)

AkzoNobel (registrerat namn Akzo Nobel N.V.) är en internationell kemikoncern med verksamhet inom färg för konsument och proffshantverkare och högteknologisk färg. Med huvudkontor i Amsterdam, har företaget verksamhet i mer än 80 länder och sysselsätter cirka  34 600 personer. Försäljningen under 2013 var 14,6 miljarder euro.  Efter förvärvet av ICI, omstrukturerades företaget under 2 januari 2008 och döptes om 25 april samma år.

## Verksamhet
AkzoNobels verksamhet är uppdelad i två områden: färg och kemi.
- Färg; tillverkar färg, för allt från hus till flygplan, bland annat under varumärkena Nordsjö och International.
- Kemi; tillverkar kemikalier, bland annat salter, till exempel JOZO Salt konsumentsalt och råvaror till annan kemisk industri.

## Organisation
Akzonobel består av elva affärsenheter, med eget affärsansvar och självständighet. För ledningsändamål samarbetar dessa i tre grupper, som stöds av en styrelse. För närvarande har man ett sju man starkt verkställande utskott (Exco), som består av två medlemmar ur styrelsen (BOM) och fem chefer som jobbar operativt, vilket gör att både funktionerna och affärsområdena är representerade på den högsta nivån i företaget.
I Exco ingår styrelseordförande och VD Thierry Vanlancker, CFO Maëlys Castella, Marten Booisma (ansvarig för Human Resources), Sven Dumoulin (chefsjurist), Werner Fuhrmann (ansvarig för Specialkemikalier), Ruud Joosten (ansvarig för Färg och Högteknologisk Färg). Styrelsen har kontor i Amsterdam. Fram till augusti 2007 var den verkställande kommitténs huvudkontor i Arnhem.
Tack vare stora intäkter från försäljningen av sin läkemedelsverksamhet var Akzonobel världens mest lönsamma företag 2008.

### Färg (Decorative paints)
Denna del av verksamheten är främst geografiskt organiserad: 
- Sydöstra och Södra Asien (SESA)
- Kina
- Europa Nord & Central
- Europa Öst och Sydafrika
- Latinamerika

Akzonobel marknadsför sina produkter under olika varumärken såsom Nordsjö, Casco, Sadolin, Cuprinol, Dulux, Bruguer, Tintas Coral, Hammerite, Herbol, Sico, Sikkens, Internationellt, Interpon, Taubmans, Lesonal, Levis, Glidden, Flood, Flora, Vivexrom, Marshall, och Pinotex bland andra. Dessa produkter har använts på Londons Eye, operan La Scala i Milano, Öresundsbron mellan Danmark och Sverige, Pekings Nationalstadion, Airbus A380, och Stadium Australia i Sydney.

### Högteknologisk färg (Performance coatings)
Akzonobel är ett ledande företag inom högteknologisk färg vars nyckelprodukter består av bland annat billacker, specialutrustning för bilreparationer och transportmarknaden och marina beläggningar. Området Högteknologisk Färg består av följande affärsenheter: 
- Automotive & Aerospace Coatings (A&AC)
- Industrial Coatings (inklusive Wood Finishes och Wood Adhesives)
- Pulverfärg (POW)
- Marin och skyddande beläggningar (MPC) (MPC)

### Specialkemikalier
Kemikaliegruppen består nu av fyra affärsenheter.
- Functional Chemicals (FC)
- Industrial Chemicals (IC), ram till 1 januari 2009 kallad Base Chemicals (BC)
- Pulp and Performance Chemicals, under varumärket Eka (PPC)
- Surface Chemistry (SC)

Försäljningen av den tidigare affärsenheten Chemicals Pakistan slutfördes Q4 2012. 
Som kemikalieproducent, är Akzonobel en världsledande inom salt, kloralkaliprodukter, och andra industriella kemikalier. I slutändan finns AkzoNobels produkter i vardagliga saker som papper, glass, bakverk, kosmetika, plast och glas. Varje affärsenhet har en årlig omsättning på mellan 1 000 miljoner Euro och upp till 1 900 miljoner Euro.

## Historia
KemaNobel bildades i Sverige 1871. År 1984 gick KemaNobel samman med Bofors och bildarde Nobel Industrier. Alfred Nobel grundade Elektrokemiska Aktiebolaget 1895 i Bengtsfors, idag mer känt som Eka Chemicals. Syftet var att tillverka klor och alkali. 1986 köpte Nobel Industrier upp Elektrokemiska Aktiebolaget som då bytte namn till Eka Nobel.
AkzoNobel skapades 1994 då det nederländska företaget Akzo köpte Nobel Industrier. Akzo skapades i sin tur år 1969 genom ett samgående mellan företagen Algemene Kunstzijde Unie (AKU) och Koninklijke Zout Organon (KZO).
Idag står Akzo Nobel Pulp and Performance Chemicals (före detta Eka Chemicals AB) för AkzoNobels framställning av kemikalier till pappers- och pappersmassaproduktion.

## AkzoNobel Science Award
AkzoNobel Science Award är en utmärkelse som tilldelas personer som gjort framstående vetenskapliga insatser inom områdena kemi och materialvetenskap. Första gången delades priset ut i Nederländerna 1970, då under namnet Akzo Prize. I Sverige delades priset ut första gången 1999 och ändrade då namn till AkzoNobel Science Award. Pristagarna utses av oberoende organisationer och i Sverige är det Kungliga Ingenjörsvetenskapsakademien (IVA). Priset delas ut vart annat år i Sverige till något som bidragit med banbrytande vetenskapligt arbete, huvudsakligen utfört i Sverige och som bygger på gränsöverskridande forskning och vilar på ingenjörsvetenskaplig grund. Prissumman är 500 000 kronor som doneras av AkzoNobel. Utmärkelsen 2013 gick till Per Claesson, professor i ytkemi vid Kungliga Tekniska högskolan i Stockholm, och Lars Hultman, professor i tunnfilmsfysik vid Linköpings universitet.